# Pagani (stacja kolejowa)
Pagani (wł. Stazione di Pagani) – stacja kolejowa w Pagani, w prowincji Salerno, w regionie Kampania, we Włoszech. Położona jest na linii Neapol – Salerno.
Według klasyfikacji RFI ma kategorię brązową.

## Infrastruktura
Stacja liczy trzy tory obsługujące przewozy pasażerskie, zlokalizowane przy dwóch peronach. Na północ od peronów znajduje się część towarowa stacji, która przylega bezpośrednio do kompleksu przemysłowego Cirio.

## Linie kolejowe
- Neapol – Salerno